# Richard Briginshaw, Baron Briginshaw
Richard William Briginshaw, Baron Briginshaw (* 15. Mai 1908 in Brixton, London; † 27. März 1992 in Croydon, London) war ein britischer Gewerkschaftsfunktionär, der 24 Jahre lang Generalsekretär der Druckergewerkschaft NATSOPA (National Society of Operative Printers and Assistants) war und 1975 als Life Peer aufgrund des Life Peerages Act 1958 Mitglied des House of Lords wurde. 

## Leben
Briginshaw, der aus einer Familie der Arbeiterklasse stammte, verließ mit vierzehn Jahren 1922 die Schule und arbeitete danach als Lehrling in einer Druckerei. Während dieser Zeit wurde seine spätere politische Einstellung durch die ärmlichen Lebensverhältnisse in dem Süd-Londoner Stadtteil Brixton geprägt, auch wenn es seiner eigenen Familie vergleichsweise gut ging. Neben seiner anschließenden Tätigkeit als Maschinist in den Druckereien verschiedener Tageszeitungen besuchte er die Abendschule und absolvierte danach ein Studium der Rechts- und Wirtschaftswissenschaften am University College London (UCL).
Bereits frühzeitig engagierte sich Briginshaw gewerkschaftlich und wurde 1938 Assistierender Sekretär der Londoner Geschäftsstelle der Druckergewerkschaft NATSOPA (National Society of Operative Printers and Assistants), wurde aber wegen seiner kommunistischen Ansichten als Mitglied der Communist Party of Great Britain (CPGB) sowie als Organisator der von der NATSOPA als Kommunistische Front bezeichneten Antifaschistischen Druckerbewegung entlassen.
Während des Zweiten Weltkrieges trat er 1941 der British Army bei und leistete seinen Militärdienst in Britisch-Indien, im Mittleren Osten sowie Westeuropa. Nach Kriegsende verließ er die CPGB, wurde Mitglied der Labour Party und übernahm verschiedene Funktionen innerhalb der NATSOPA.
1951 wurde Briginshaw Nachfolger von Harry Good als Generalsekretär der Druckergewerkschaft NATSOPA (National Society of Operative Printers and Assistants) und bekleidete diese Funktion 24 Jahre lang bis zu seiner Ablösung durch Owen O’Brien 1975. Während seiner Amtszeit stieg die Anzahl der Mitglieder von 29.500 im Jahr 1945 auf rund 43.500 im Jahr 1960. 1966 kam es zur Fusion der NATSOPA mit der Nationalen Gewerkschaft der Drucker, Buchbinder und Papierarbeiter NUPBW (National Union of Printing, Bookbinding and Paper Workers) zur Gewerkschaft der grafischen und verwandten Gewerbe SOGAT (Society of Graphical and Allied Trades). Aufgrund von Streitigkeiten über eine gemeinsame Satzung trennten sich die beiden Gewerkschaften wieder.
Für seine langjährigen Verdienste wurde Briginshaw durch ein Letters Patent vom 16. Januar 1975 als Life Peer mit dem Titel Baron Briginshaw, of Southwark in the County of Greater London, in den Adelsstand erhoben und gehörte bis zu seinem Tod dem House of Lords als Mitglied an. Seine offizielle Einführung (Introduction) erfolgte am 11. Februar 1975 mit Unterstützung durch John Jacques, Baron Jacques und Cyril Hamnett, Baron Hamnett.